# Robbie McEwen
Robbie McEwen AM (* 24. Juni 1972 in Brisbane) ist ein ehemaliger australischer Radrennfahrer.

## Karriere
McEwen war als Jugendlicher BMX-Sportler und wurde in dieser Disziplin australischer Juniorenmeister. Im Alter von 18 Jahren wechselte er zum Straßenradsport.
Als Amateur gewann McEwen drei Etappen der Internationalen Friedensfahrt 1994, eine Etappe der Tour de Taiwan und im selben Jahr eine Etappe der Tour de l’Avenir. Nachdem er im Jahr 1995 australischer Straßenmeister wurde, drei Etappen bei der Rapport-Toer sowie je einen Etappensieg bei der Regio-Tour und der Tour de l'Avenir gewann, wurde er 1996 Profi beim niederländischen Radsportteam Rabobank.
Sein Durchbruch gelang ihm bei der Tour de France 1999 mit seinem ersten Etappensieg auf dem Schlussabschnitt. In den nächsten Jahren entwickelte er sich zu einem der besten Straßensprinter seiner Generation.
Er siegte durch seine Endschnelligkeit bei insgesamt je zwölf Etappen der Tour de France und des Giro d’Italia. Er gewann außerdem dreimal die Punktwertung der Tour de France.
Auch bei den Eintagesrennen war McEwen erfolgreich. Er wurde dreimal australischer Straßenmeister und gewann fünfmal den Halbklassiker Paris-Brüssel. Bei den UCI-Straßen-Weltmeisterschaften 2002 in Zolder wurde er Zweiter und dabei im Sprint nur von Mario Cipollini geschlagen.
Am 20. Mai 2012 bestritt er bei der Tour of California sein letztes internationales Rennen und beendete daraufhin seine Karriere als Berufsradfahrer.
Zu diesem Zeitpunkt ist er der nach Siegen erfolgreichste australische Straßenradfahrer aller Zeiten. Insgesamt konnte er 152 Siege feiern. 2002 und 2005 wurde er Radsportler des Jahres in Australien.
Trotz seines offiziellen Rücktritts bestritt Robbie McEwen in seinem Heimatland weiterhin Rennen. So gewann er 2013 das Noosa International Criterium in Australien.

## Privates
Robbie McEwen lebte viele Jahre in Belgien und spricht fließend Flämisch. Mittlerweile wohnt er mit seiner belgischen Frau und den drei gemeinsamen Kindern wieder in seiner Heimat Australien (Stand 2013). Im Dezember 2011 veröffentlichte er seine Autobiografie One Way Road: The Autobiography of Three Time Tour de France Green Jersey Winner Robbie McEwen in Zusammenarbeit mit Edward Pickering. 2017 wurde er für seine Verdienste um den Radsport auf nationaler und internationaler Ebene als Wettkämpfer, Trainer und Berater sowie für die Gemeinschaft zum Member des Order of Australia ernannt.

## Erfolge
| 1994 - drei Etappen Internationale Friedensfahrt - eine Etappe Tour de l’Avenir 1995 - Australische Straßenmeisterschaften - drei Etappen Rapport Toer - eine Etappe Regio-Tour - eine Etappe Tour de l’Avenir 1996 - eine Etappe Murcia-Rundfahrt - eine Etappe Regio-Tour 1997 - eine Etappe Vier Tage von Dünkirchen - zwei Etappen Niederlande-Rundfahrt - eine Etappe Luxemburg-Rundfahrt 1998 - eine Etappe Vuelta a Andalucía - Trofeo Alcudia - zwei Etappen Niederlande-Rundfahrt 1999 - eine Etappe Luxemburg-Rundfahrt - eine Etappe Route du Sud - eine Etappe Tour de France - eine Etappe Niederlande-Rundfahrt 2000 - eine Etappe Tour Down Under - Trofeo Cala Millor 2001 - zwei Etappen Herald Sun Tour - Trofeo Palmanova-Palmanova - eine Etappe Niederlande-Rundfahrt - eine Etappe Tour de la Région Wallonne - eine Etappe Tour Méditerranéen - Australische Meisterschaften Kriterium 2002 - Australische Straßenmeisterschaften - vier Etappen und Punktewertung Tour Down Under - Étoile de Bessèges und eine Etappe - zwei Etappen Paris–Nizza - Grote Scheldeprijs - zwei Etappen Giro d’Italia - zwei Etappen und Punktewertung Tour de France - Paris–Brüssel - Gesamtwertung und zwei Etappen Circuit Franco-Belge | 2003 - eine Etappe Tour Down Under - Quer durch Flandern - eine Etappe Étoile de Bessèges - eine Etappe Tour de Suisse - zwei Etappen Giro d’Italia 2004 - Le Samyn - zwei Etappen und Punktewertung Tour Down Under - zwei Etappen Tour de Suisse - eine Etappe Giro d’Italia - zwei Etappen und Punktewertung Tour de France 2005 - drei Etappen Tour Down Under - drei Etappen Giro d’Italia - Australischer Meister – Straßenrennen - eine Etappe Tour de Suisse - drei Etappen Tour de France - Grand Prix de Fourmies - Paris–Brüssel 2006 - drei Etappen Giro d’Italia - drei Etappen und Punktewertung Tour de France - Paris–Brüssel 2007 - eine Etappe Tour Down Under - eine Etappe Tirreno–Adriatico - eine Etappe Tour de Romandie - eine Etappe Giro d’Italia - eine Etappe Tour de Suisse - eine Etappe Tour de France - eine Etappe ENECO Tour - Paris–Brüssel 2008 - Vattenfall Cyclassics - eine Etappe Tour de Romandie - zwei Etappen Tour de Suisse - Paris–Brüssel 2009 - eine Etappe Tour de Picardie - Trofeo Cala Millor-Cala Bona 2010 - Trofeo Palma de Mallorca - eine Etappe Eneco Tour 2011 - eine Etappe Tour de Wallonie - Gesamtwertung und zwei Etappen Circuit Franco-Belge |

## Platzierungen bei den Grand Tours
| Grand Tour            | 1997 | 1998 | 1999 | 2000 | 2001 | 2002 | 2003 | 2004 | 2005 | 2006 | 2007 | 2008 | 2009 | 2010 | 2011 | 2012 |
| --------------------- | ---- | ---- | ---- | ---- | ---- | ---- | ---- | ---- | ---- | ---- | ---- | ---- | ---- | ---- | ---- | ---- |
| Giro d’ItaliaGiro     | –    | –    | –    | –    | –    | DNF  | DNF  | DNF  | DNF  | DNF  | DNF  | DNF  | –    | DNF  | DNF  | –    |
| Tour de FranceTour    | 117  | 98   | 122  | 113  | –    | 130  | 143  | 122  | 134  | 116  | DNF  | 122  | –    | 165  | –    | –    |
| Vuelta a EspañaVuelta | –    | DNF  | DNF  | –    | 139  | –    | –    | –    | –    | DNF  | –    | –    | –    | –    | –    | –    |